# Prywatne Gimnazjum Polskie w Rzeżycy
Prywatne Gimnazjum Polskie w Rzeżycy – polska szkoła średnia w Rzeżycy na Łotwie istniejąca w latach 1921–1940, jedno z trzech gimnazjów polskojęzycznych w przedwojennej Łotwie. 

## Historia
Organizatorami Gimnazjum byli Stanisława Dowgiałłówna i Antoni Tałat Kiełpsz. Powstało z przekształcenia prywatnej polskiej szkoły średniej w Rzeżycy. Do 1922 roku dyrektorem szkoły była Stanisława Dowgiałłówna. Szkoła rozpoczęła pracę 21 listopada 1921 roku. Zapisano do niej 12 uczniów. Rok później otwarto 2 klasy z 34 uczniami, a w roku szkolnym 1923/1924 w szkole uczyło się już 84 gimnazjalistów w 4 klasach. Szkoła zmieniała lokalizację: naukę rozpoczęto w budynku przy ul. B. Skrindu 3, a od 1928 roku szkoła mieściła się przy Pulkveża Kalpaka 25. W kolejnym roku szkolnym przemianowano ją na Państwowe Polskie Gimnazjum w Rzeżycy. W 1923 roku dyrektorem szkoły został Antoni Tałat Kiełpsz, a po jego rezygnacji dyrektorką jego żona Olga Tałat Kiełpsz. Funkcję tę pełniła do 1940 roku. 